# US Open 2025 – smíšená čtyřhra
Smíšená čtyřhra US Open 2025 probíhá 19. a 20. srpna 2025. Do smíšené soutěže newyorského tenisového grandslamu, hraného na tvrdém povrchu v Národním tenisovém centru Billie Jean Kingové, nastoupilo šestnáct dvojic. Obhájci titulu jsou Italové Sara Erraniová a Andrea Vavassori.

## Formát
Organizátoři se rozhodli změnit formát pro zvýšení atraktivity soutěže po pozitivní zkušenosti s exhibiční soutěží Mixed Madness v týdnu před rozehráním US Open 2024, do níž se zapojili elitní singlisté. V roce 2025 tak byla smíšená čtyřhra přesunuta do fanouškovského týdne, v němž probíhají kvalifikace dvouher. Průběh byl zredukován do dvou dnů, na 19. a 20. srpen 2025, s dvěma koly v každém z nich. Dějištěm se staly dva největší dvorce areálu, Arthur Ashe Stadium a Louis Armstrong Stadium. Výrazně byla navýšena odměna pro vítězný pár, z 200 tisíc na 1 milion dolarů.
Startovní pole bylo sníženo z 32 párů na polovinu. Pro vyšší zapojení elitních singlistů byl nominační klíč postaven na žebříčcích dvouher. Určujícím datem se stalo vydání z 28. července 2025. Přímou účast si zajistilo osm z 25 přihlášených dvojic s nejvyšším součtem postavení obou členů páru na singlových žebříčcích ATP a WTA. Zbylá osmička obdržela divoké karty. Všechny zápasy probíhají na dva vítězné sety. Rozhodující sada je vždy hrána jako 10bodový supertiebreak. Vyjma finále s prvními dvěma klasickými sety do šesti gamů ale bez výhod, převzala úvodní tři kola zkrácený formát na způsob rychlé verze Fast4 tenisu. Konají se do čtyř gamů rovněž bez výhod, kdy po shodě následuje vítězný míč hry. Za stavu her 4–4 rozhoduje zkrácený set tiebreak, stejně jako klasickou sadu finále za stavu gamů 6–6.

### Kritika
Mezi jinými změnu formátu kritizovali obhájci trofeje Erraniová s Vavassorim, když záměr charakterizovali jako „hluboce nespravedlivý“ a s dalšími hráči jej považovali za „neuctivý k tenistům a tradicím“. Podle grandslamového šampiona v mixu Jana Zieliňského, se změna uskutečnila bez konzultací s tenisty a jediným důvodem byl zisk. Na adresu pořadatelů se ostře vyhranila Ellen Perezová, když uvedla: „Říkáte nám, že si myslíte, že jsou deblisté odpad“. Jasmine Paoliniová se odhlásila po semifinálové výhře v Cincinnati, kde měla tamní finále odehrát v pondělí a v úterý již začínat newyorské US Open. Stejný scénář potkal i další cincinnatské finalisty přihlášené do mixu, Świątekovou, Alcaraze a Sinnera, jenž se také odhlásil. Paoliniová se Sinnerem zmínili potřebu odpočinku. Bývalá deblová světová jednička Rennae Stubbsová označila harmonogram bez přestávky za „šílený“ a vyjádřila potřebu silné osobnosti v čele tenisu.

## Nasazené páry
1. Jessica Pegulaová /  Jack Draper
2. Jelena Rybakinová /  Taylor Fritz (1. kolo)
3. Iga Świąteková /  Casper Ruud
4. Amanda Anisimovová /  Holger Rune (1. kolo)

## Pavouk
| První kolo | První kolo             | První kolo | První kolo | První kolo |  |  | Čtvrtfinále | Čtvrtfinále            | Čtvrtfinále | Čtvrtfinále | Čtvrtfinále |  |  | Semifinále | Semifinále           | Semifinále | Semifinále | Semifinále |  |  | Finále | Finále | Finále | Finále | Finále |
|            |                        |            |            |            |  |  |             |                        |             |             |             |  |  |            |                      |            |            |            |  |  |        |        |        |        |        |
| 1          | J Pegula J Draper      | 4          | 4          |            |  |  |             |                        |             |             |             |  |  |            |                      |            |            |            |  |  |        |        |        |        |        |
| WC         | E Raducanu C Alcaraz   | 2          | 2          |            |  |  | 1           | J Pegula J Draper      | 4           | 4           |             |  |  |            |                      |            |            |            |  |  |        |        |        |        |        |
| WC         | O Danilović N Djoković | 2          | 3          |            |  |  |             | M Andrejeva D Medveděv | 1           | 1           |             |  |  |            |                      |            |            |            |  |  |        |        |        |        |        |
|            | M Andrejeva D Medveděv | 4          | 5          |            |  |  |             |                        |             |             |             |  |  | 1          | J Pegula J Draper    |            |            |            |  |  |        |        |        |        |        |
| 3          | I Świątek C Ruud       | 4          | 4          |            |  |  |             |                        |             |             |             |  |  | 3          | I Świątek C Ruud     |            |            |            |  |  |        |        |        |        |        |
|            | M Keys F Tiafoe        | 1          | 2          |            |  |  | 3           | I Świątek C Ruud       | 4           | 4           |             |  |  |            |                      |            |            |            |  |  |        |        |        |        |        |
| WC         | N Ósaka G Monfils      | 3          | 2          |            |  |  | WC          | C McNally L Musetti    | 1           | 2           |             |  |  |            |                      |            |            |            |  |  |        |        |        |        |        |
| WC         | C McNally L Musetti    | 5          | 4          |            |  |  |             |                        |             |             |             |  |  |            |                      |            |            |            |  |  |        |        |        |        |        |
| Alt        | D Collins C Harrison   | 4          | 5          |            |  |  |             |                        |             |             |             |  |  |            |                      |            |            |            |  |  |        |        |        |        |        |
|            | B Bencic A Zverev      | 0          | 3          |            |  |  | Alt         | D Collins C Harrison   | 4           | 57          |             |  |  |            |                      |            |            |            |  |  |        |        |        |        |        |
| WC         | T Townsend B Shelton   | 4          | 57         |            |  |  | WC          | T Townsend B Shelton   | 1           | 42          |             |  |  |            |                      |            |            |            |  |  |        |        |        |        |        |
| 4          | A Anisimova H Rune     | 2          | 42         |            |  |  |             |                        |             |             |             |  |  | Alt        | D Collins C Harrison |            |            |            |  |  |        |        |        |        |        |
| WC         | V Williams R Opelka    | 2          | 4          |            |  |  |             |                        |             |             |             |  |  | WC         | S Errani A Vavassori |            |            |            |  |  |        |        |        |        |        |
|            | K Muchová A Rubljov    | 4          | 57         |            |  |  |             | K Muchová A Rubljov    | 1           | 4           |             |  |  |            |                      |            |            |            |  |  |        |        |        |        |        |
| WC         | S Errani A Vavassori   | 4          | 4          |            |  |  | WC          | S Errani A Vavassori   | 4           | 57          |             |  |  |            |                      |            |            |            |  |  |        |        |        |        |        |
| 2          | J Rybakina T Fritz     | 2          | 2          |            |  |  |             |                        |             |             |             |  |  |            |                      |            |            |            |  |  |        |        |        |        |        |

## Hráčské informace

### Přímá účast
| Stát | Hráčka             | WTA | Stát               | Hráč             | ATP | KŽD | Nasazení |
| --- | ------------------ | --- | ------------------ | ---------------- | --- | --- | -------- |
| USA | Jessica Pegulaová  | 4.  | Spojené království | Jack Draper      | 5.  | 9.  | 1.       |
| Kazachstán | Jelena Rybakinová  | 12. | USA                | Taylor Fritz     | 4.  | 16. | 2.       |
| Polsko | Iga Świąteková     | 3.  | Norsko             | Casper Ruud      | 13. | 16. | 3.       |
| USA | Amanda Anisimovová | 7.  | Dánsko             | Holger Rune      | 9.  | 16. | 4.       |
| Švýcarsko | Belinda Bencicová  | 15. | Německo            | Alexander Zverev | 3.  | 18. | 5.       |
| | Mirra Andrejevová  | 5.  |                    | Daniil Medveděv  | 14. | 19. | 6.       |
| USA | Madison Keysová    | 8.  | USA                | Frances Tiafoe   | 12. | 20. | 7.       |
| Česko | Karolína Muchová   | 14. |                    | Andrej Rubljov   | 11. | 25. | 8.       |
| Kombinovaný žebříček dvouhry (KŽD) je součtem postavení členů páru na žebříčcích WTA a ATP k 28. červenci 2025 |                    |     |                    |                  |     |     |          |

Vysvětlivky
1. ↑  Žebříčková ochrana

### Divoké karty
- Olga Danilovićová /  Novak Djoković
- Sara Erraniová /  Andrea Vavassori
- Caty McNallyová /  Lorenzo Musetti
- Naomi Ósakaová /  Gaël Monfils
- Emma Raducanuová /  Carlos Alcaraz
- Kateřina Siniaková[a] /  Jannik Sinner[a]
- Taylor Townsendová /  Ben Shelton
- Venus Williamsová /  Reilly Opelka[12]

### Náhradníci
- Danielle Collinsová /  Christian Harrison

### Odhlášení
- Paula Badosová /  Jack Draper → nahradili je  Jessica Pegulaová /  Jack Draper
- Emma Navarrová[a] /  Jannik Sinner[a] →  nahradili je  Kateřina Siniaková[a] /  Jannik Sinner
- Naomi Ósakaová /  Nick Kyrgios[b] → nahradili je  Naomi Ósakaová /  Gaël Monfils
- Jasmine Paoliniová[c] /  Lorenzo Musetti[c] → nahradili je  Caty McNallyová /  Lorenzo Musetti
- Jessica Pegulaová /  Tommy Paul → nahradili je  Jessica Pegulaová /  Jack Draper
- Aryna Sabalenková /  Grigor Dimitrov → nahradili je  Jasmine Paoliniová /  Lorenzo Musetti
- Kateřina Siniaková[a] /  Jannik Sinner[a] → nahradili je  Danielle Collinsová /  Christian Harrison
- Donna Vekićová /  Hubert Hurkacz[b] → nahradili je  Karolína Muchová / Andrej Rubljov

Vysvětlivky
1. 1 2 3 4 5 6 7  Siniaková byla původně přihlášena s deblovou světovou jedničkou Arévalem a singlová světová jednička Sinner s Navarrovou. Američanka však zvolila start na souběžně hraném Monterrey Open. Siniaková tak vytvořila pár se Sinnerem, který ale pro zdravotní indispozici skrečoval pondělní finále v Cinncinati a z úterní smíšené čtyřhry se odhlásil.[11][13][14]
2. 1 2  Odhlášeni z turnaje, ale neuvedeni ve startovní listině.
3. 1 2  Paoliniová se odhlásila, pro potřebu odpočinku, po semifinálové výhře v Cincinnati, když měla tamní finále odehrát v pondělí a v úterý již vstoupit do mixu US Open.[10]

### Přihlášené páry
Přihlášené páry, které se nekvalifikovaly do soutěže.
- Katie Boulterová /  Alex de Minaur
- Iva Jovicová /  Jenson Brooksby
- Gabriela Dabrowská /  Félix Auger-Aliassime
- Demi Schuursová /  Tallon Griekspoor
- Desirae Krawczyková /  Evan King
- Sie Šu-wej /  Jan Zieliński